# Акритас Хлоракас
«Акри́тас Хло́ракас» (греч. Αθλητικό Σωματείο Ακρίτας Χλώρακας) — кипрский футбольный клуб, базирующийся в муниципалитете Хлоракас, относящийся к району Пафос. Клуб был основан в 1971 году. Выступает в Первом дивизионе, высшей футбольной лиге Кипра.

## История выступлений
| Сезон   | Дивизион | Место |
| ------- | -------- | ----- |
| 2008/09 | C        | 1-е   |
| 2009/10 | B        | 11-е  |
| 2010/11 | B        | 8-е   |
| 2011/12 | B        | 6-е   |
| 2012/13 | B        | 13-е  |
| 2013/14 | C        |       |

## Достижения
- Третий дивизион Кипра по футболу
  - Победитель (2): 1976/77, 2008/09

## Главные тренеры
- Димитрис Иоанну (2015—2016)
- Сандро Перкович (2021)
- Давид Бадия (2022)
- Бруно Акрапович (2022—2023)
- Денис Лактионов (2023)
- Дмитрий Михайленко (с 2023 года)